# Corythalia panamana
Corythalia panamana là một loài nhện trong họ Salticidae.
Loài này thuộc chi Corythalia. Corythalia panamana được Alexander Petrunkevitch miêu tả năm 1925.